# Celestynów (stacja kolejowa)
Celestynów – stacja kolejowa położona w Celestynowie na terenie gminy Celestynów. Stacja znajduje się na linii kolei nadwiślańskiej z Warszawy Wschodniej do Dorohuska (linia kolejowa nr 7). Na terenie stacji znajduje zabytkowy budynek z kasą biletową Kolei Mazowieckich oraz poczekalnią. Na terenie stacji znajduje się również budynek nastawni Celestynów (Cl). Od 2013 przed budynkiem dworcowym stoi biletomat ASEC Koleje Mazowieckie dostępny przez całą dobę. W pobliżu dworca kolejowego znajdują się supermarkety, sklepy, bar, foodtruck, bankomat oraz dwa przystanki autobusowe w Celestynowie – przed dworcem PKP (ul. Kolejowa) i przy pawilonach handlowych (ul. Św. Kazimierza).
W roku 2018 stacja obsługiwała 1000–1500 pasażerów na dobę. Na stacji w 2021 roku zatrzymywały się średnio 52 pociągi w ciągu doby, a na każdy przypadało około 30 pasażerów.

## Opis
Zgodnie z klasyfikacją PKP stacja ma kategorię dworca lokalnego. Budynek dworca jest wpisany na listę zabytków.
Stacja obsługuje pociągi osobowe oraz osobowe przyspieszone Kolei Mazowieckich; jest stacją graniczną dla III strefy biletowej.
| Przewoźnik | Linia | Trasa |
| ---------- | ----- | --- |
| KM         | R7    | Warszawa Zachodnia – Warszawa Śródmieście / Warszawa Centralna – Warszawa Wschodnia – Warszawa Wawer – Warszawa Falenica – Otwock – Celestynów – Pilawa – Sobolew – Dęblin |

## Historia
Stacja istnieje co najmniej od 1879 roku – początkowo jako przystanek osobowy i mijanka. Ponadto wiadomo, że w 1893 roku przeprowadzono rozbudowę budynku stacyjnego.
Około 1895 roku na linii Kolei Nadwiślańskiej powstała stacja towarowa w Celestynowie wykorzystywana przez rodzinę Zamoyskich.
W okolicach stacji miała miejsce akcja uwolnienia więźniów przewożonych transportem kolejowym z Warszawy do Auschwitz.
W grudniu 1954 roku powołano Społeczny Komitet ds. Elektryfikacji Kolei odcinka Otwock – Pilawa z siedzibą w Celestynowie.
Wiosną 1957 ruszyły prace elektryfikacji odcinka Otwock – Pilawa.
12 stycznia 1958 na stacji w Celestynowie pojawił się pierwszy pociąg elektryczny, którego maszynistą był mieszkaniec Celestynowa, Władysław Kot.
5 maja 2019 ze stacji Celestynów odjechał ostatni planowy pociąg osobowy Kolei Mazowieckich. Stacja została zamknięta na czas modernizacji, wprowadzono zastępczą komunikację autobusową.
30 sierpnia 2020 pociągi powróciły na szlak Otwock – Pilawa po jednym torze. Na stacji Celestynów mają miejsce mijanki tak, jak miało to miejsce przed modernizacją. Oddano do użytku pasażerów dwa perony oraz przejście pod torami.
13 grudnia 2020 pociągi po raz pierwszy kursują po nowo wybudowanym drugim torze pomiędzy Otwockiem, a Pilawą. Po wielu latach powróciły również pociągi dalekobieżne bez zatrzymania na stacji Celestynów.
17 grudnia 2024 zakończyła się modernizacja budynku dworcowego. Podczas trwającego od lutego 2023 remontu gruntownie odnowiono drewniany budynek – m.in. zamontowano nową stolarkę okienną i drzwiową, odnowiono poszycie dachowe, odtworzono posadzkę z geometrycznym wzorem w poczekalni i drewnianą boazerię oraz zrekonstruowano historyczne szyldy. Ponadto dworzec wyposażono we współczesne udogodnienia i zmodernizowano instalacje.

## Układ torowy obecnie
Na terenie stacji kolejowej w Celestynowie znajdują się 3 tory główne, jeden z nich pełni funkcję dodatkowego. Podróżni korzystają z dwóch peronów – jednego wyspowego i jednego jednokrawędziowego. Dojście na perony jest możliwe przez przejście podziemne przystosowane do obsługi osób niepełnosprawnych. Za peronami w kierunku Pilawy znajduje się tor postojowy dla pociągów kończących bieg, tor dla pociągów towarowych oraz krótki, boczny tor przy magazynie.

## Układ torowy przed modernizacją
Na terenie stacji Celestynów znajdowały się cztery tory, z czego trzy były stale używane i zelektryfikowane, a jeden był przywracany do stanu używalności. Tor drugi był zelektryfikowany.
Bocznica do WOFiTM w Celestynowie jest w większości rozebrana. Wjazd na tor był zamknięty do końca sierpnia 2017, kiedy wymieniono część podkładów na betonowe. Od końca sierpnia plac ładunkowy przy ul. Kolejowej odzyskał swoją rolę. Przechowywane są tu materiały do modernizacji linii kolejowej.

## Dojazd do stacji
Dojazd do stacji zapewniają prywatne linie autobusowe:
- z przystanku „Celestynów Pawilony” zlokalizowanego na ul. Świętego Kazimierza – UTJ Wołoszka z/do Otwocka
- z przystanku „Celestynów PKP” zlokalizowanego na placu Kotorowicza – UTJ Wołoszka z/do Ponurzycy, Kołbieli oraz Os. Jednostka Wojskowa w Celestynowie

W okolicy można zaparkować auto na bezpłatnym, niestrzeżonym parkingu przed dworcem oraz „Parkuj i Jedź” Koleje Mazowieckie (codziennie, przez całą dobę) lub na targowisku „Mój Rynek” (tylko w dni robocze). Przed dworcem znajduje się postój taksówek.

## Ruch pasażerski[17]
| Rok  | Wymiana pasażerska na dobę |
| ---- | -------------------------- |
| 2017 | 1000–1500                  |
| 2018 | 1000–1500                  |
| 2019 | 1000–1500                  |
| 2020 | 700–999                    |
| 2021 | 1000–1500                  |
| 2022 | 1500–2000                  |
| 2023 | 1500–2000                  |

## Galeria
Przed modernizacją

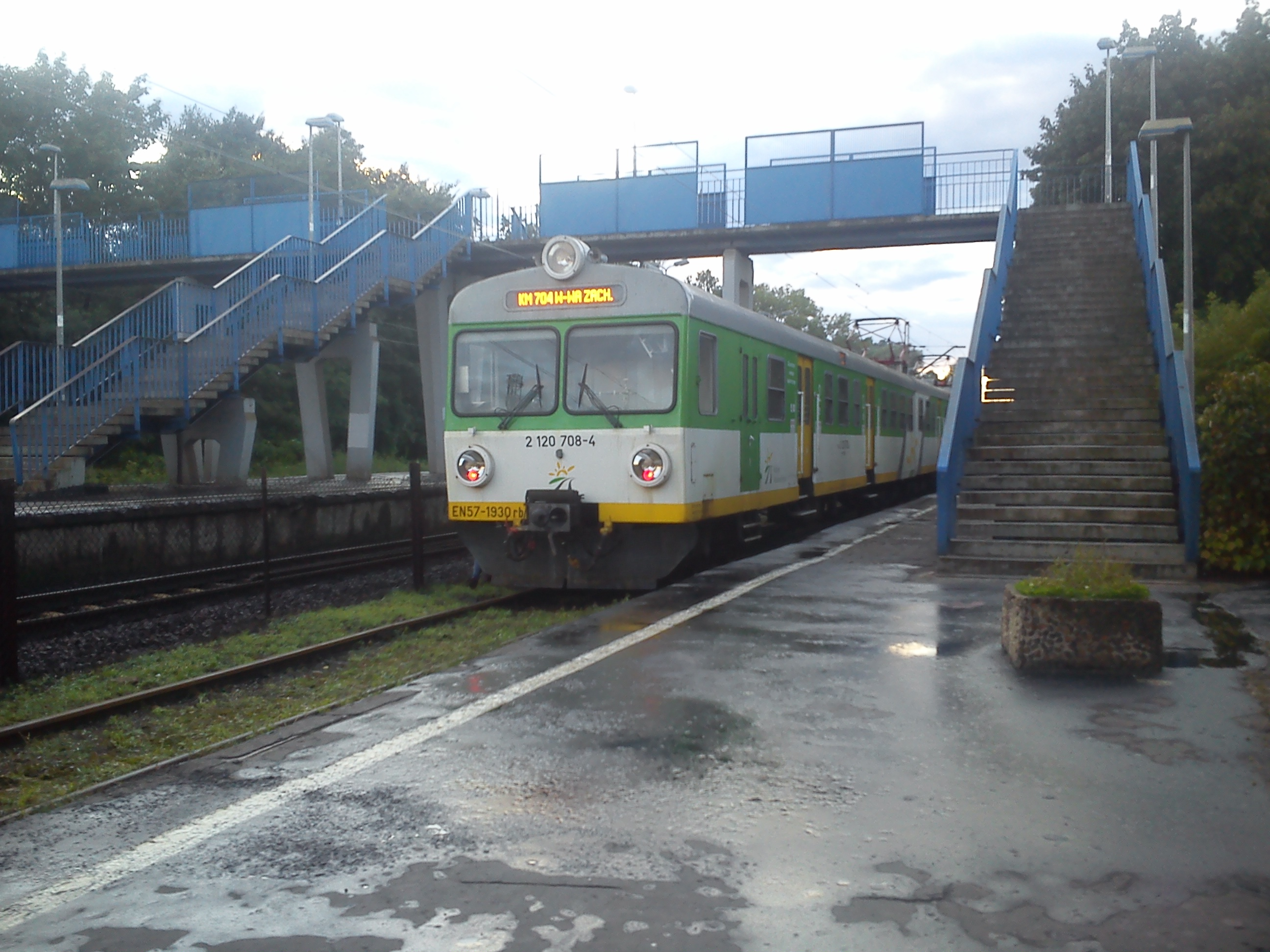
Pociąg Kolei Mazowieckich oczekuje na odjazd ze stacji początkowej
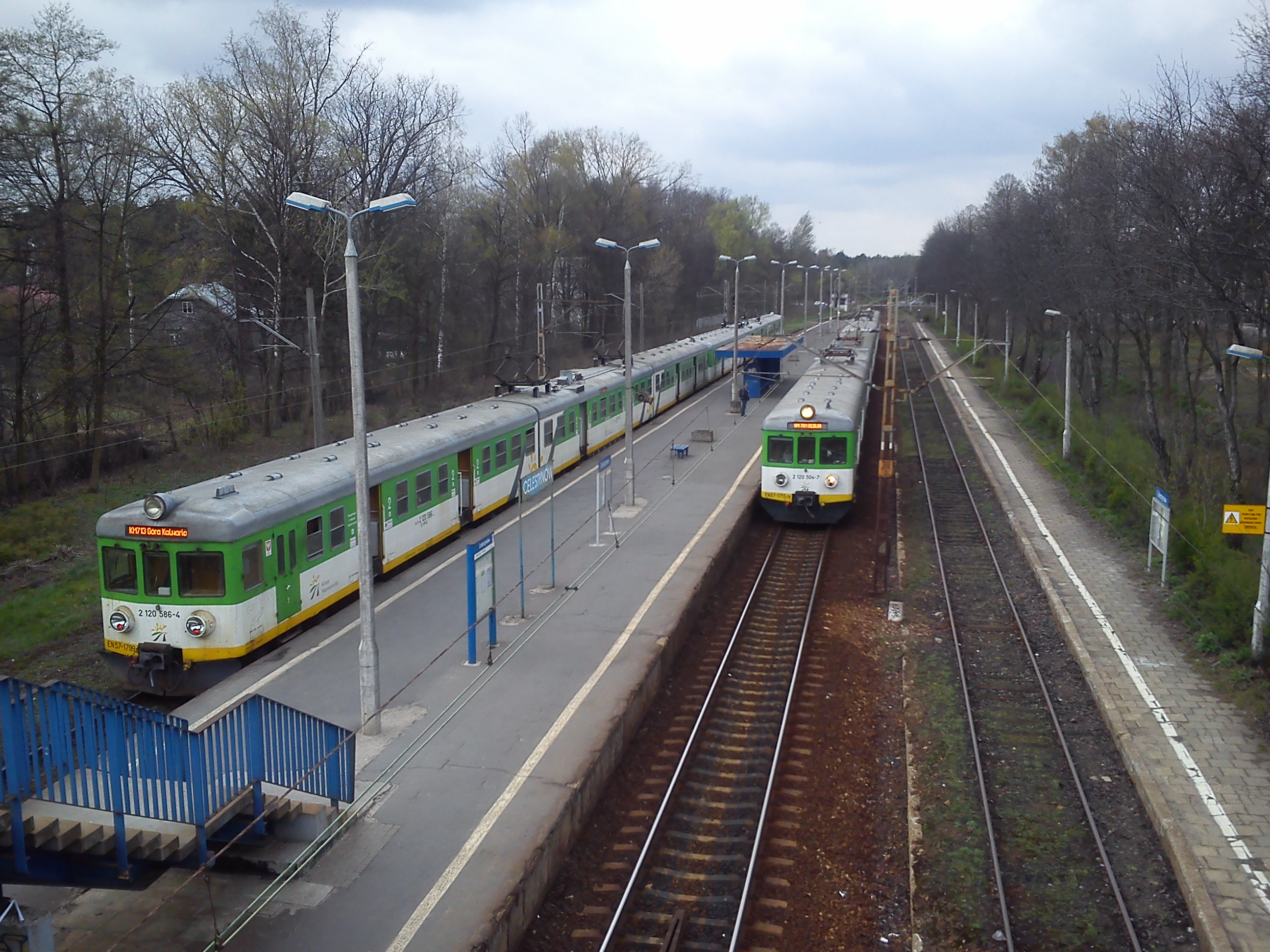
Widok z kładki nad torami w kierunku Warszawy
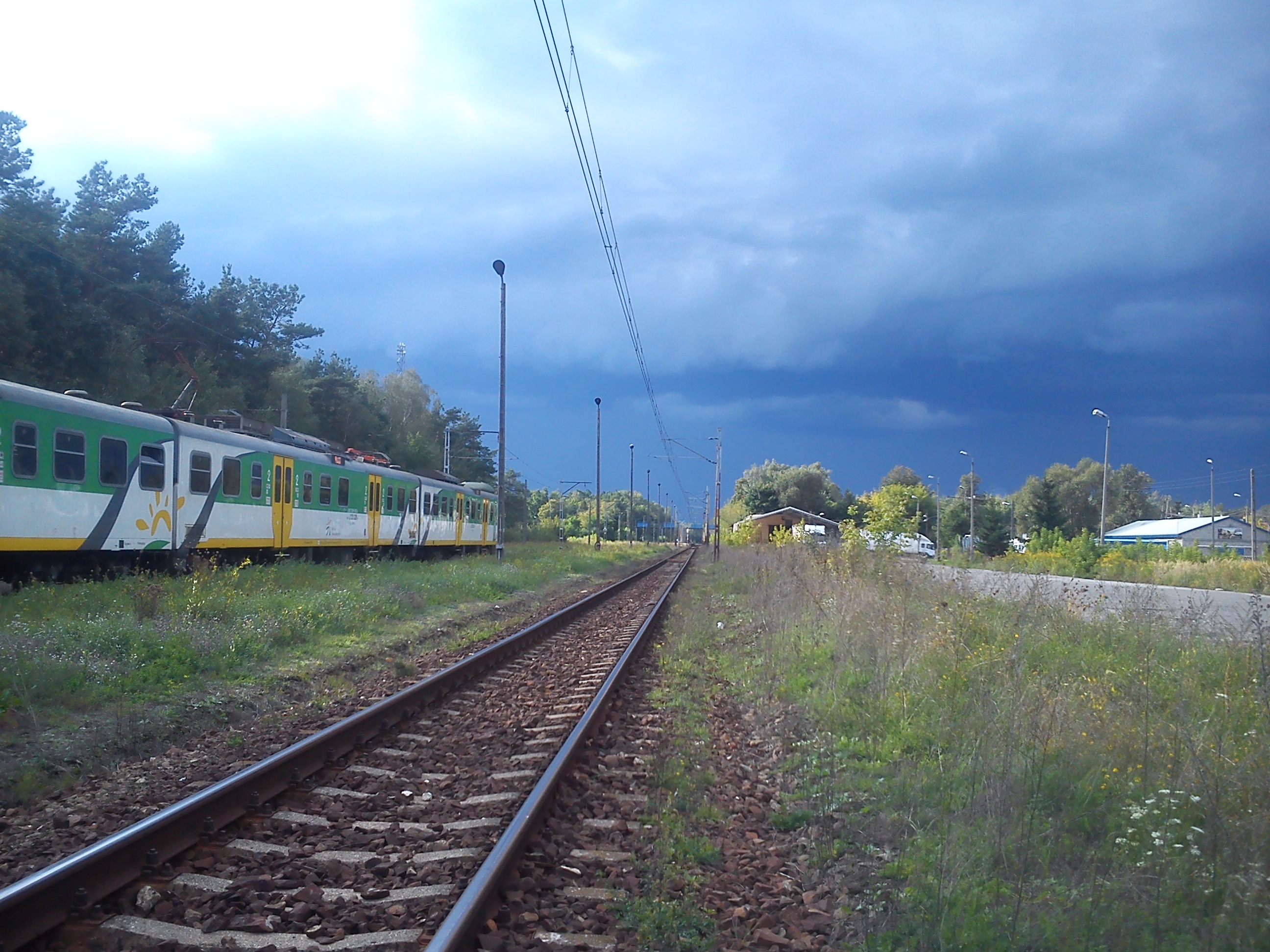
Tory stacji kolejowej w pobliżu placu przeładunkowego
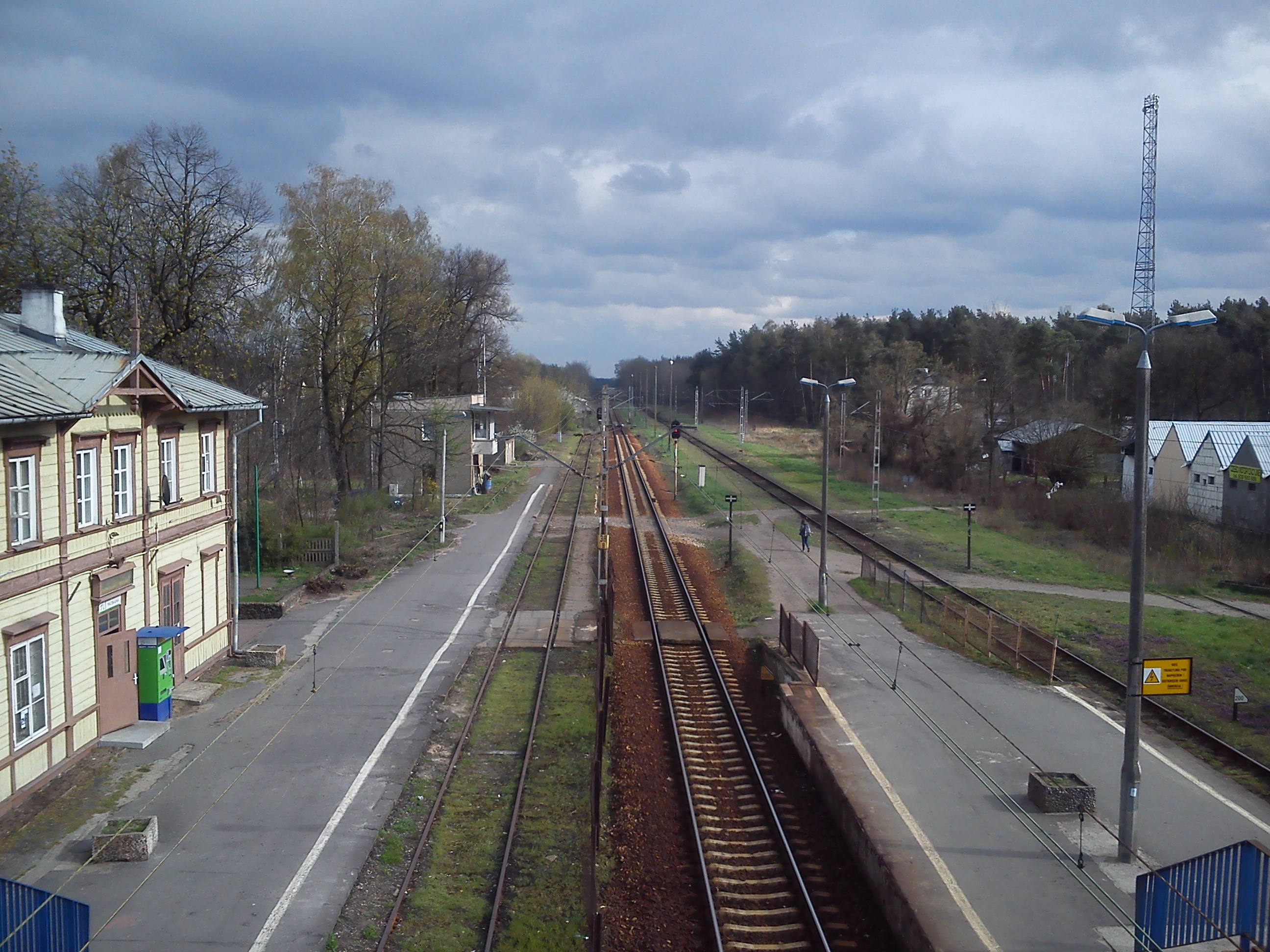
Widok z kładki nad torami w kierunku Pilawy
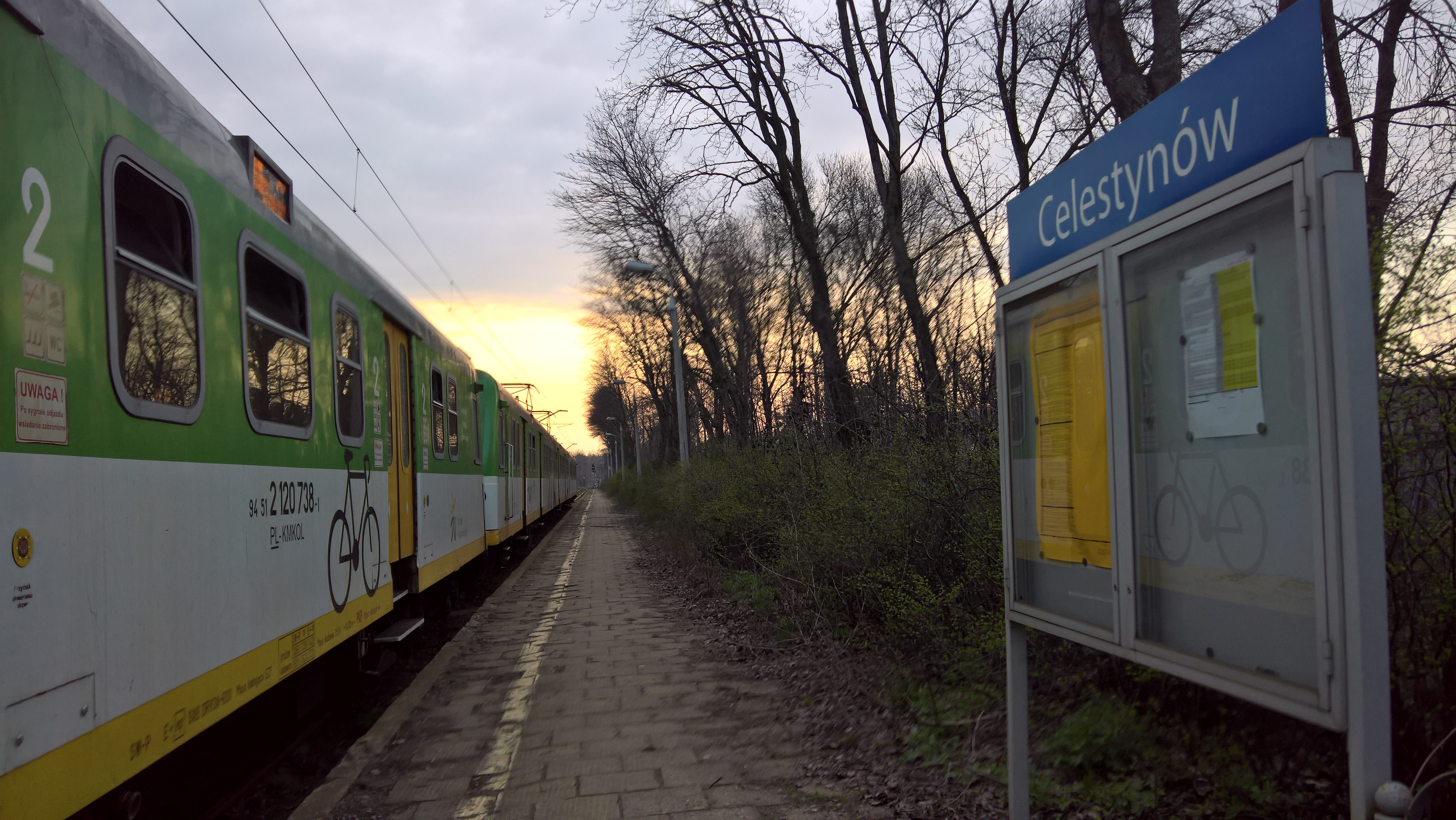
Tablica informacyjna przy peronie 1 (niskim)

Po modernizacji

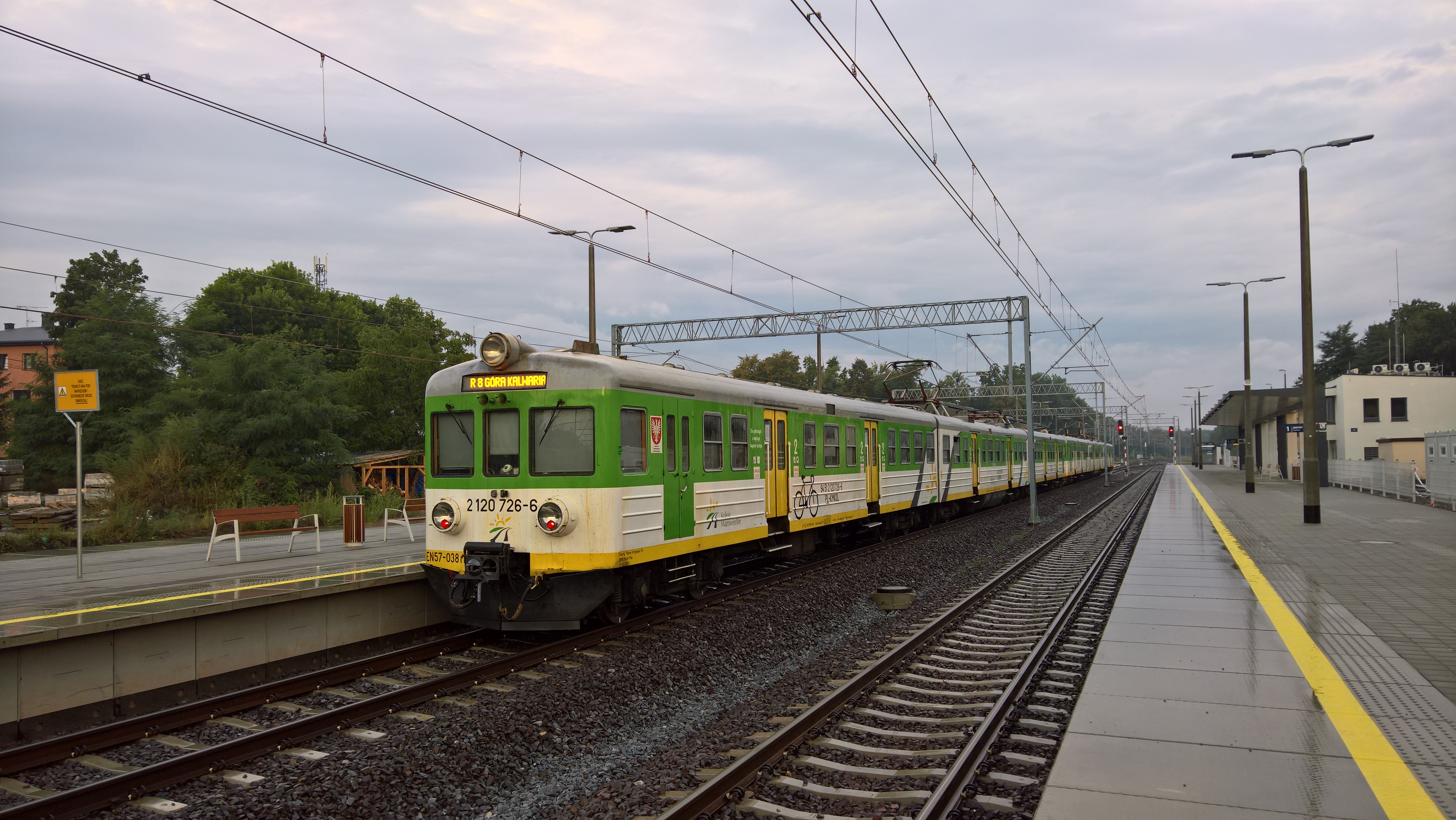
Pociąg Kolei Mazowieckich oczekuje na odjazd ze stacji początkowej
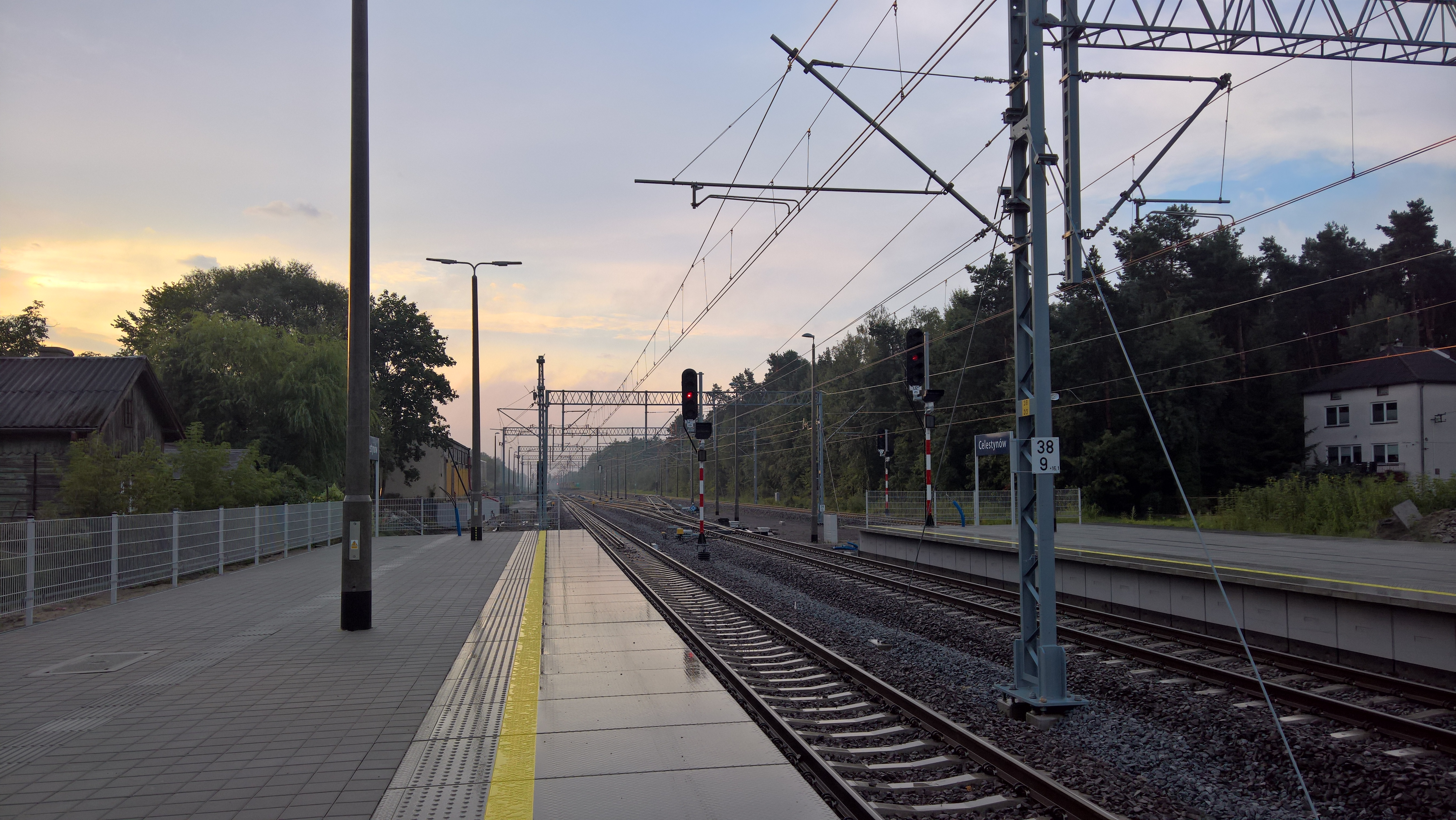
Widok w kierunku Pilawy i torów odstawczych
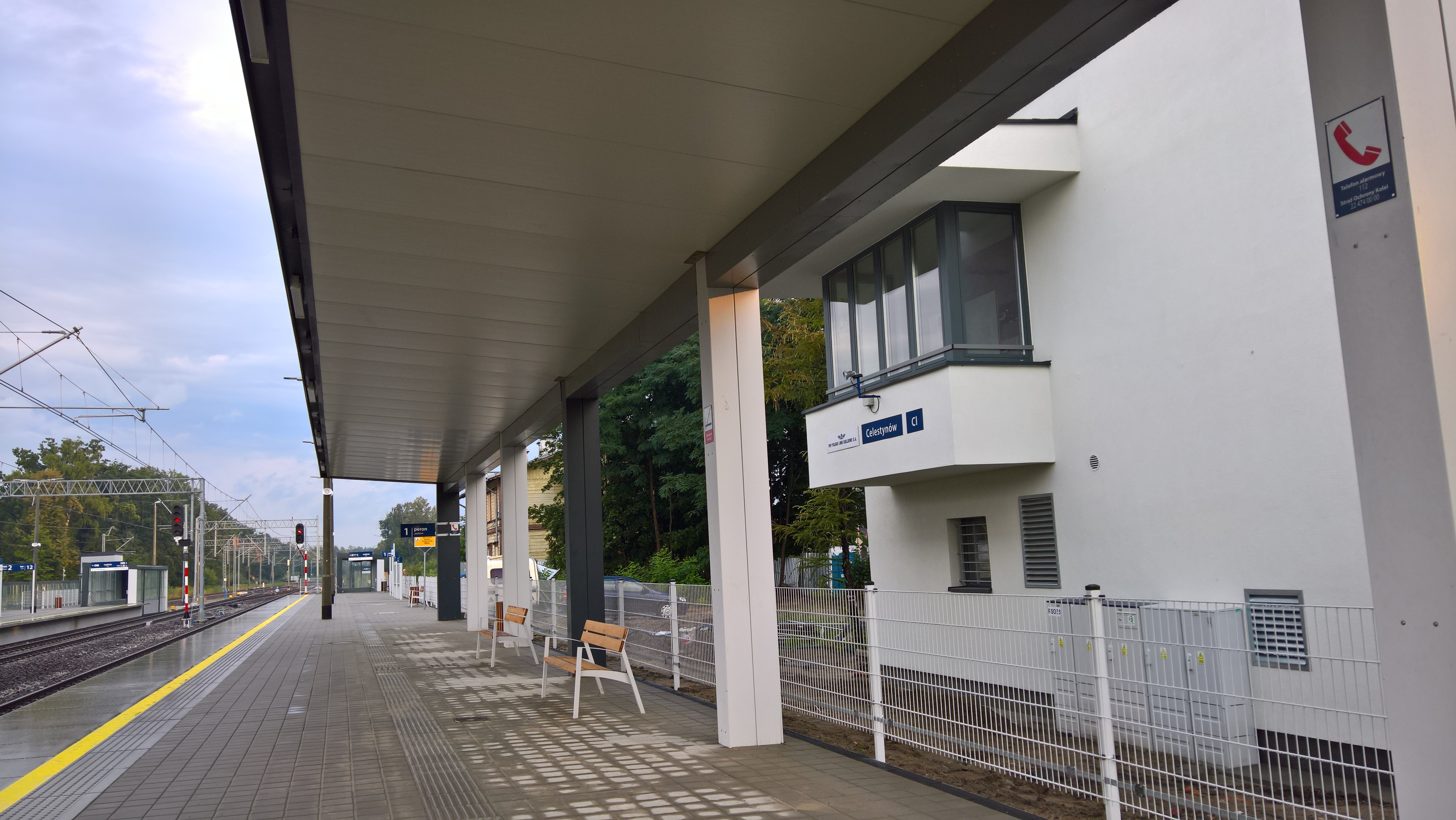
Zmodernizowana nastawnia sąsiadująca z peronem 1
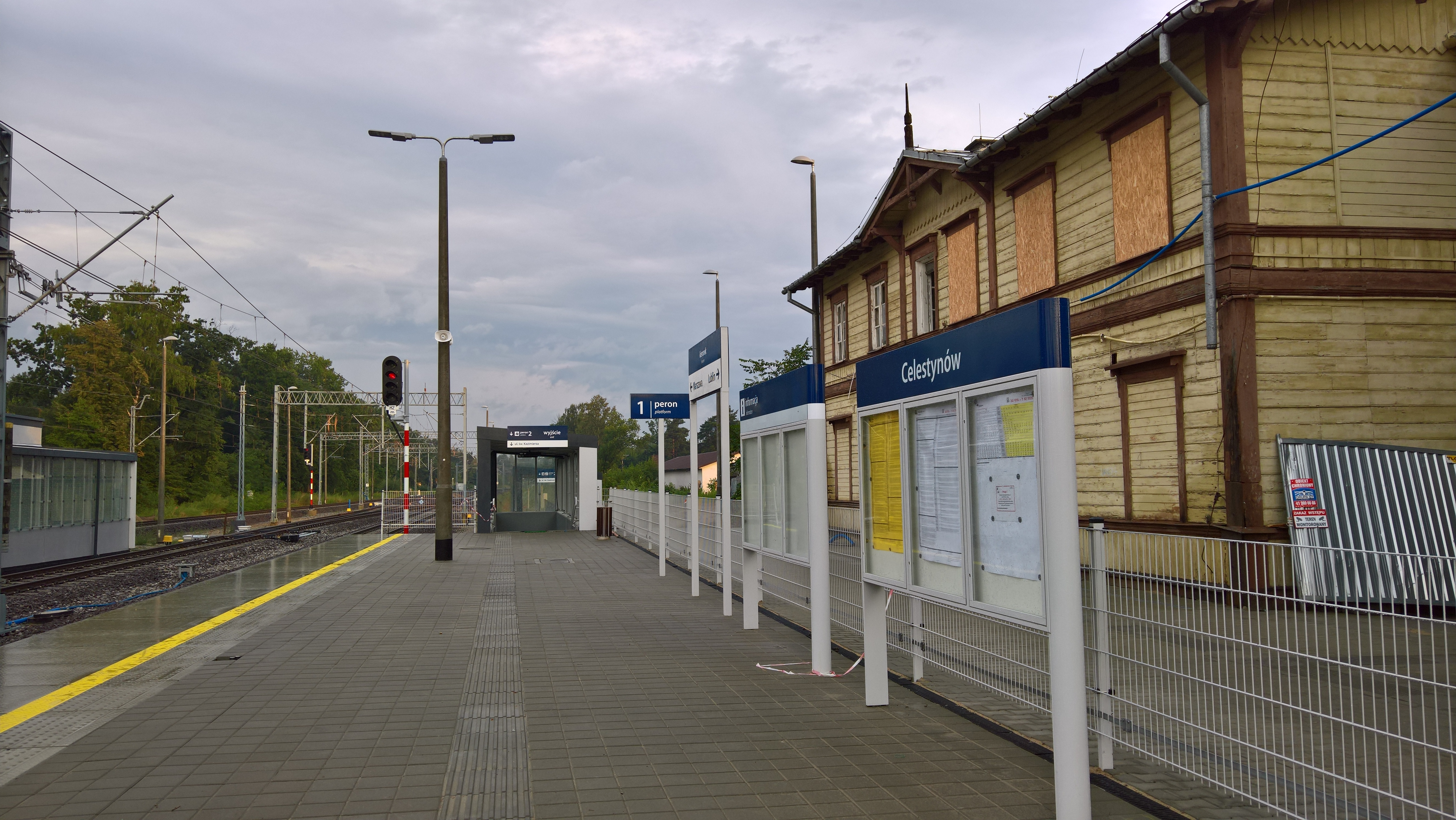
Widok w kierunku Warszawy, po prawej zabytkowy dworzec